# نقطه ماشه‌ای

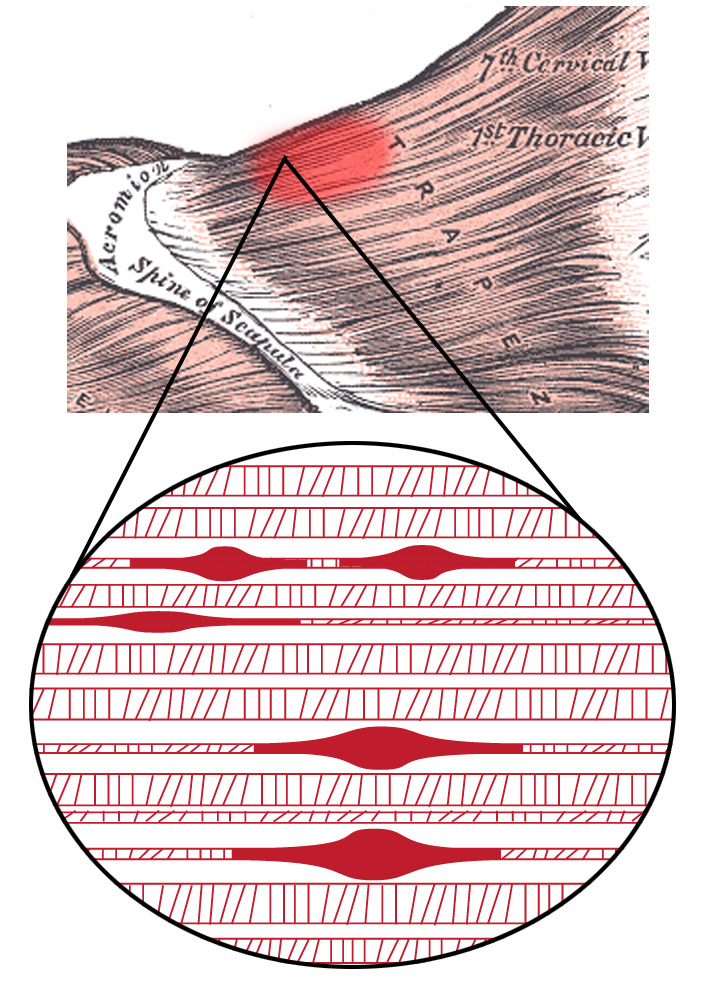
نقطه ماشه‌ای

نقطه ماشه‌ای یا تریگر پوینت (به انگلیسی: Trigger point) یک ناحیه خاص در ماهیچه اسکلتی یا فاسیای عضلانی است که در لمس حساس بوده، به نحوی که اعمال فشار روی آن قسمت منجربه حساسیت در همان ناحیه یا درد ارجاعی می‌گردد. درد ارجاعی دردی است که در قسمت دیگری از بدن نسبت به ناحیه اصلی خود حس می‌شود.
نقاط ماشه‌ای از طریق لمس باندهای سفت، چسبندگی یا گره‌های کوچک (ندول) در ماهیچه تشخیص داده می‌شوند. این نقاط در موارد سندرم درد میوفاسیال و فیبرومیالژی دیده می‌شوند. در فیبرومیالژی، نقاط حساس گسترش یافته و بنابراین عضلات بیشتری را در نواحی مختلف درگیر می‌کند. عده‌ای معتقدند که سندرم‌های درد میوفاسیال جزئی از فیبرومیالژی باشند. سندرم درد میوفاسیال و فیبرومیالژی از طریق تست‌های آزمایشگاهی یا الکترومیوگرافی قابل تشخیص نیستند. این دو همانند بورسیت‌ها، تاندونیت‌ها و اختلالات مربوط به آسیب‌های دیسک بین مهره‌ای به عنوان روماتیسم غیر مفصلی شناخته می‌شوند. در روماتیسم غیر مفصلی، عناصر بافت نرم دچار اختلال می‌گردند. 

## سندرم درد میوفاسیال
سندرم درد میوفاسیال (به انگلیسی: Myofascial pain syndrome) عبارت است ازدرد مزمن ماهیچه‌ای که در ارتباط با نقاط ماشه‌ای است. نقاط ماشه‌ای میوفاسیال، نواحی حساسی هستند که ممکن است در اثر آسیب‌های ماهیچه‌ای، فعالیت‌های بیش از اندازه و انقباض‌های پیوسته یا طولانی مدت ایجاد گردند. در ابتدا درد در همان محل گزارش می‌شود، ولی ممکن است باعث درد ارجاعی گردد. در این سندرم، یک ماهیچه یا گروهی از ماهیچه‌ها درگیر می‌شوند، ولی در فیبرومیالژی بسیاری از گروه‌های ماهیچه‌ای در نواحی مختلف بدن دچار مشکل می‌گردند. اگرچه درد میوفاسیال و فیبرومیالژی یک اختلال پسیکوسوماتیک محسوب نمی‌شود، اما اضطراب و فشارهای ذهنی در تشدید علایم مؤثر هستند.

### میوفاسیا(Myofascia)
مجموعه میوفاسیا بر یکپارچگی ماهیچه و فاسیا اشاره دارد. فاسیا یک بافت نرم از نوع بافت همبند است که در قسمت‌های مختلفی از بدن انسان (همانند عضلات و اعصاب محیطی) نفوذ می‌کند و همچنین در پوشش، ارتباط یا محافظت از بافت‌ها ی بدن نقش دارد. فاسیای عمقی بخش‌هایی چون استخوان، غضروف و عروق خونی را می‌پوشاند و در عضلات اسکلتی (به صورت اپی میزیوم، پری میزیوم و اندومیزیوم) و اعصاب محیطی (به شکل اپی نوریوم، پری نوریوم و اندونوریوم) تخصصی می‌گردند.

### علل سندرم درد میوفاسیال
عوامل زیر ممکن است در ایجاد سندرم درد میوفاسیال نقش داشته باشند:
- کشیدگی ماهیچه‌ای
- حرکات تکراری
- فعالیت بیش از اندازه
- اختلالات وضعیت بدن و مشکلات عضلانی اسکلتی
- پیچ خوردگی
- آسیب دیسک بین مهره‌ای
- خستگی عمومی
- مشکلات پزشکی همانند حمله قلبی و سوزش معده
- عدم فعالیت به دنبال شکستگی‌ها
- استرس و اضطراب
- جنس و سن. سندرم درد میوفاسیال در زنان و در سنین میانی بیشتر رخ می‌دهد که علت آن نامشخص است.

### علایم و نشانه‌ها
- درد ماهیچه‌ای موضعی که احتمال انتشار نیز دارد.
- وجود نقاط ماشه‌ای که ممکن است با یک گره یا باند سفت همراه باشد که در لمس حساس است.
- سفتی ماهیچه‌ای
- سفتی مفصل در نزدیکی عضله درگیر
- بدتر شدن درد با فعالیت و سرما و کاهش علایم به هنگام استراحت.
- مشکلاتی از قبیل اضطراب، افسردگی و خستگی عمومی
- احتمال اختلال خواب

### درمان
درمان می‌تواند در ارتباط با یک یا ترکیبی از موارد زیر باشد:
- فیزیوتراپی
- ماساژ درمانی (پیدا کردن دقیق نقاط درد و تحت فشار قرار دادن آن نقاط)
- کشش و اسپری
- تزریق داروهای کورتیکواستروئید در نقاط ماشه‌ای (Trigger point injection)
- دارودرمانی
  - داروهای ضد التهابی غیر استروئیدی
  - داروهای ضد افسردگی
- آموزش ریلاکسیشن (آرامش ذهن و جسم)
- برطرف کردن مشکلات رفتاری و افسردگی
- تصحیح یا اصلاح وضعیت بدنی
- شرینک تراپی